# TommyInnit
Thomas Simons (sinh ngày 9 tháng 4 năm 2004), còn được biết đến là TommyInnit (/ˈtɒmiˌɪnɪt/ TÔ-mi-in-ít), là một streamer và YouTuber người Anh. Anh tạo các video và stream liên quan đến Minecraft, bao gồm sự hợp tác của các YouTuber và streamer trong Dream SMP, dẫn đến việc kênh YouTube và Twitch của anh tăng trong độ phổ biến. Tính đến  ngày 14 tháng 8 năm 2022, 7 kênh của anh có hơn 24,8 Triệu lượt đăng ký và hơn 2,32 Tỷ lượt xem; kênh của anh trên Twitch có hơn 7,2 Triệu lượt theo dõi, làm anh trở nên kênh Minecraft được theo dõi nhiều nhất và xếp vào hạng thứ 14 cho kênh được theo dõi nhiều nhất trên Twitch.

## Đầu đời
Simons sinh ra ở Nottingham, Anh vào 9 tháng 4, 2004.

## Sự nghiệp

### YouTube
Simons tạo kênh đầu tiên của mình, Channelnutpig vào ngày 15 tháng 2 năm 2013 và kênh TommyInnit vào ngày 24 tháng 12 năm 2015. Anh đăng video đầu tiên vào kênh TommyInnit vào ngày 9 tháng 9 năm 2018. Anh thường đăng video chơi Minecraft ở kênh đó.
Vào ngày 6 tháng 8 năm 2019, anh đăng video đầu tiên vào kênh liên quan đến SkyBlock, một minigame trên máy chủ Minecraft Hypixel. Trong khi liên tục đăng nội dung liên quan đến SkyBlock, số lượt đăng ký trên kênh TommyInnit của anh đã tăng nhanh chóng, từ 4,800 đến 66,000 lượt đăng ký. Vào ngày 4 tháng 7 năm 2020, Simons tham gia Dream SMP, một máy chủ Minecraft sỡ hữu bởi Dream.
Vào tháng 8 năm 2020, Simons đã đăng video về anh ấy và một nhóm YouTuber nội dung Minecraft đi thăm Brighton. Tính đến tháng 8 năm 2022, video có hơn 36 triệu lượt xem.
Vào ngày 1 tháng 4 năm 2021, anh tạo một kênh mới dưới tên thật của Simons và đăng video đầu tiên trên đó 2 tháng sau.

### Twitch
Simons bắt đầu stream Minecraft, PUBG, và Fortnite trên Twitch vào cuối năm 2018.
Vào ngày 20 tháng 1 năm 2021, Simons đã livestream đoạn cuối của Dream SMP, với tiêu đề là The Dream SMP Finale và có hơn 650,000 lượt xem vào đỉnh điểm, làm nó trở thành stream có số lượt xem liên tục cao thứ 3 nhất trên Twitch.

## Giải thưởng
| Năm  | Giải                | Thể loại                    | Kết quả   | T.K.   |
| ---- | ------------------- | --------------------------- | --------- | ------ |
| 2022 | The Streamer Awards | Streamer Minecraft hay nhất | Đoạt giải | [ 26 ] |

| Xuất bản             | Năm  | Kỷ lục thế giới                                                | Kết quả   | T.K.  |
| -------------------- | ---- | -------------------------------------------------------------- | --------- | ----- |
| Sách Kỷ lục Guinness | 2021 | Nhiều lượt xem nhất trong một livestream Minecraft trên Twitch | Đoạt giải | [ 2 ] |
| Sách Kỷ lục Guinness | 2021 | Kênh Minecraft được theo dõi nhiều nhất trên Twitch            | Đoạt giải | [ 2 ] |

## Phim ảnh

### Video âm nhạc
| Năm  | Tiêu đề   | Nghệ sĩ                   | Vai trò | Chú thích |
| ---- | --------- | ------------------------- | ------- | --------- |
| 2021 | "Inferno" | Sub Urban và Bella Poarch | Bellboy | [ 27 ]    |

## Sách
- Simons, Tom; Gold, Will (2022). TommyInnit Says...The Quote Book. Quercus Publishing. ISBN 9781529427974.[28][29][30]

- Danh sách các YouTuber
- Danh sách các kênh Twitch được theo dõi nhiều nhất